# يو إف سي على فيول تي في: ستروف ضد ميوتيتش
يو إف سي على فيول تي في: ستروف ضد ميوتيتش (بالإنجليزية: UFC on Fuel TV: Struve vs. Miocic)‏ هو حدث لفنون القتال المختلطة نظمته يو إف سي، أُقيم في 29 سبتمبر 2012، على موتوربوينت أرينا نوتنغهام في نوتنغهام، المملكة المتحدة.